# Чемпионат России по боксу 2019
Чемпионат России по боксу 2019 года проходил в Самаре 8—17 ноября.

## Общая информация
Спортсменов и зрителей соревнований принял универсальный комплекс «МТЛ Арена». В спорткомплексе прошли не только бои, но и торжественная церемония открытия.
Соревнования прошли в десяти весовых категориях. В 2019 году на Чемпионате России встретились спортсмены в возрасте от 19 до 40 лет. На турнир были заявлены 320 участников из 85 регионов Российской Федерации.
Призовой фонд турнира составил 10 миллионов рублей, эта сумма распределена на всех призёров чемпионата России. Победители чемпионата России получили денежные сертификаты на сумму в 500 тысяч рублей и ключи от автомобиля Lada Vesta. Серебряные призёры получили по 300 тысяч рублей, а бронзовые медалисты — по 100 тысяч рублей.
От участия в соревнованиях были освобождены призёры чемпионата мира 2019 года по боксу в Екатеринбурге Муслим Гаджимагомедов (категория до 91 кг), Глеб Бакши (категория до 75 кг), Андрей Замковой (категория до 69 кг) и Максим Бабанин (категория свыше 91 кг).

## Итоги чемпионата
Габил Мамедов был признан лучшим боксером турнира.
Лучшим тренером чемпионата России стал Рашидбек Ахмедов. Специальным призом «За волю к победе» награжден серебряный призер турнира в весовой категории до 81 кг Георгий Кушиташвили.
В общем зачете национального чемпионата победил Ханты-Мансийский автономный округ, второе место заняла команда Московской области, а третье – Республика Дагестан.

## Медалисты
| Весовая категория | Золото              | Серебро             | Бронза                                   |
| ----------------- | ------------------- | ------------------- | ---------------------------------------- |
| до 49 кг          | Эдмонд Худоян       | Артыш Соян          | Володя Мнацаканян Игорь Царегородцев     |
| до 52 кг          | Расул Салиев        | Василий Егоров      | Максим Стахеев Вадим Кудряков            |
| до 57 кг          | Альберт Батыргазиев | Бахтовар Назиров    | Эдуард Абзалимов Овик Оганнисян          |
| до 60 кг          | Джамал Бадрутдинов  | Анатолий Григорян   | Арлтан Абушинов Шахриёр Ахмедов          |
| до 63 кг          | Габил Мамедов       | Алексей Мазур       | Павел Фёдоров Гусейн Магомедов           |
| до 69 кг          | Шахабас Махмудов    | Вахид Аббасов       | Вадим Мусаев Сергей Собылинский          |
| до 75 кг          | Максим Коптяков     | Андрей Ковальчук    | Джамбулат Бижамов Алексей Семыкин        |
| до 81 кг          | Имам Хатаев         | Георгий Кушиташвили | Разиуан Мазихов Шарапутдин Атаев         |
| до 91 кг          | Иван Сагайдак       | Владислав Иванов    | Сергей Слободян Магомедмурад Арсланбеков |
| свыше 91 кг       | Иван Верясов        | Сергей Калчугин     | Георгий Юновидов Ярослав Дороничев       |